# 1059
Năm 1059  trong lịch Julius.